# Hvížďalka
Hvížďalka je malá vesnice, část obce Hříškov v okrese Louny. Nachází se asi 1 km na jihozápad od Hříškova. V roce 2009 zde bylo evidováno 8 adres. V roce 2011 zde trvale žilo 17 obyvatel.
Hvížďalka leží v katastrálním území Hříškov o výměře 8,14 km2.

## Historie
První písemná zmínka pochází z roku 1787.
V roce 1776 je obec již zahrnuta v soupisu poddaných.

## Obyvatelstvo
|                                                                       | 1869 | 1880 | 1890 | 1900 | 1910 | 1921 | 1930 | 1950 | 1961 | 1970 | 1980 | 1991 | 2001 | 2011 |
| --------------------------------------------------------------------- | ---- | ---- | ---- | ---- | ---- | ---- | ---- | ---- | ---- | ---- | ---- | ---- | ---- | ---- |
| Obyvatelé                                                             | 54   | 44   | 37   | 29   | 41   | 38   | 31   | 24   | 21   | 14   | 6    | 5    | 9    | 17   |
| Domy                                                                  | 9    | 9    | 8    | 8    | 8    | 9    | 9    | 8    | .    | 4    | 4    | 5    | 6    | 7    |
| Počet domů z roku 1961 je zahrnut v celkovém počtu domů obce Hříškov. |      |      |      |      |      |      |      |      |      |      |      |      |      |      |

## Galerie

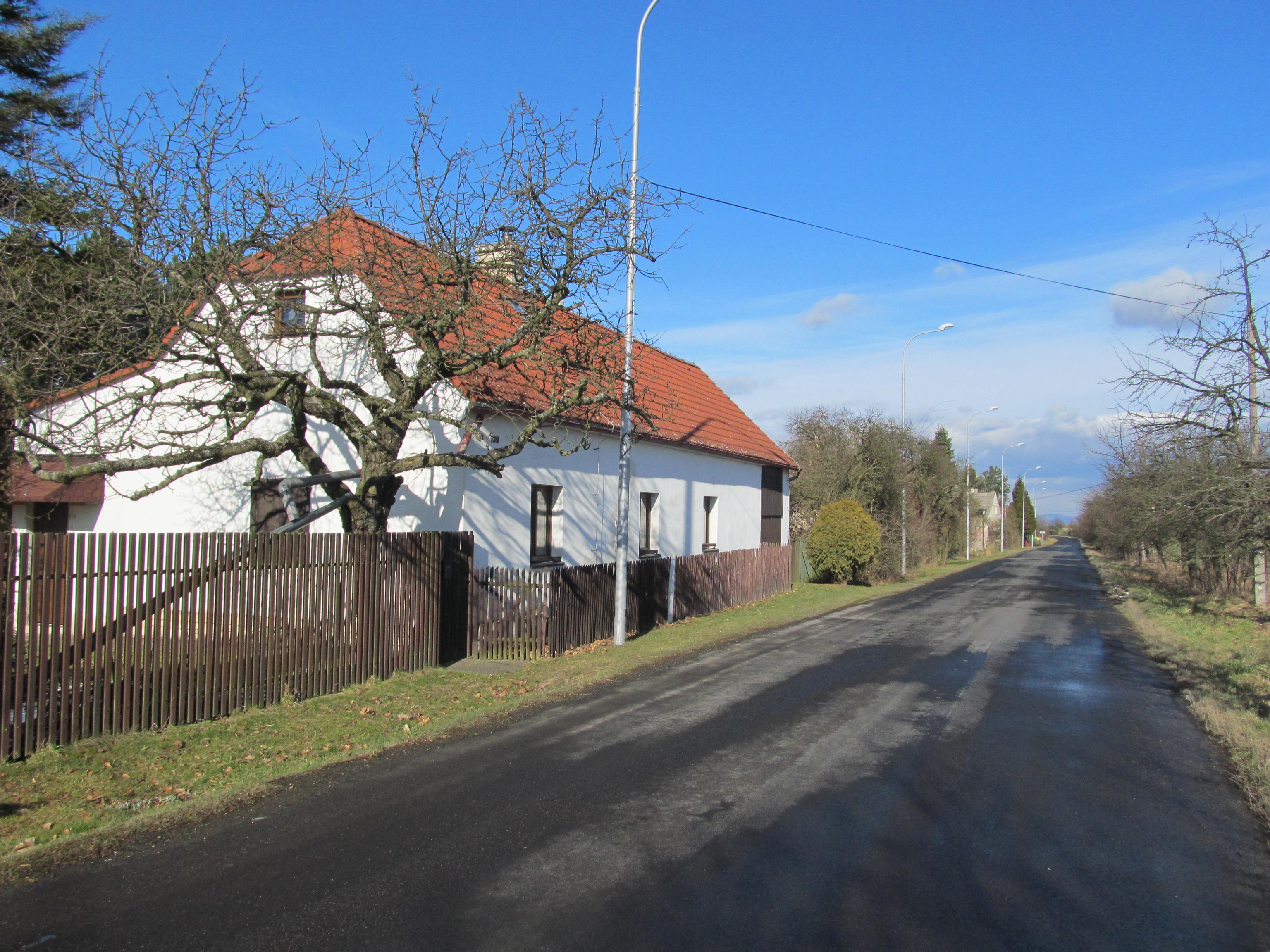
Průjezdní silnice
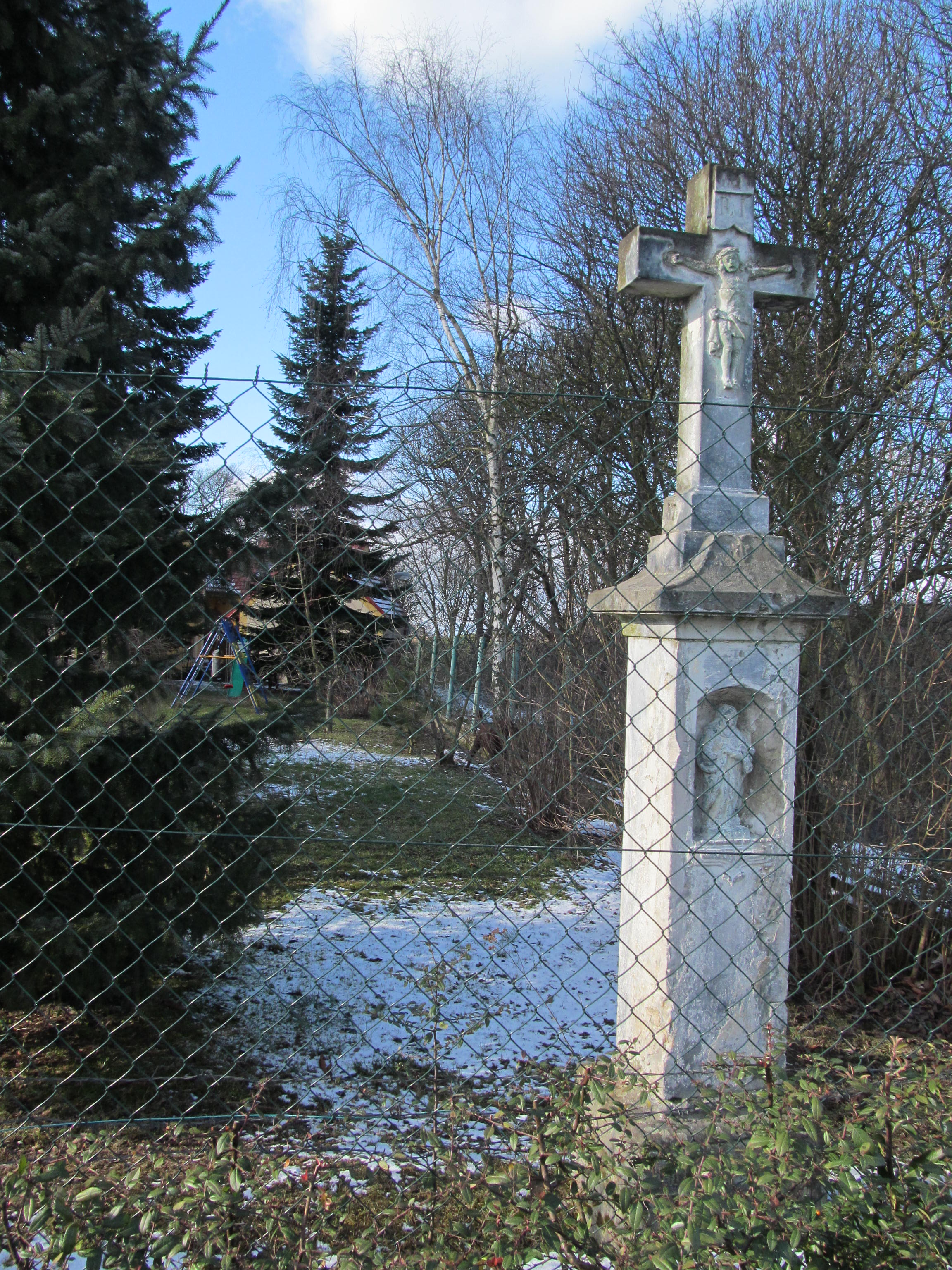
Křížek z 19. století
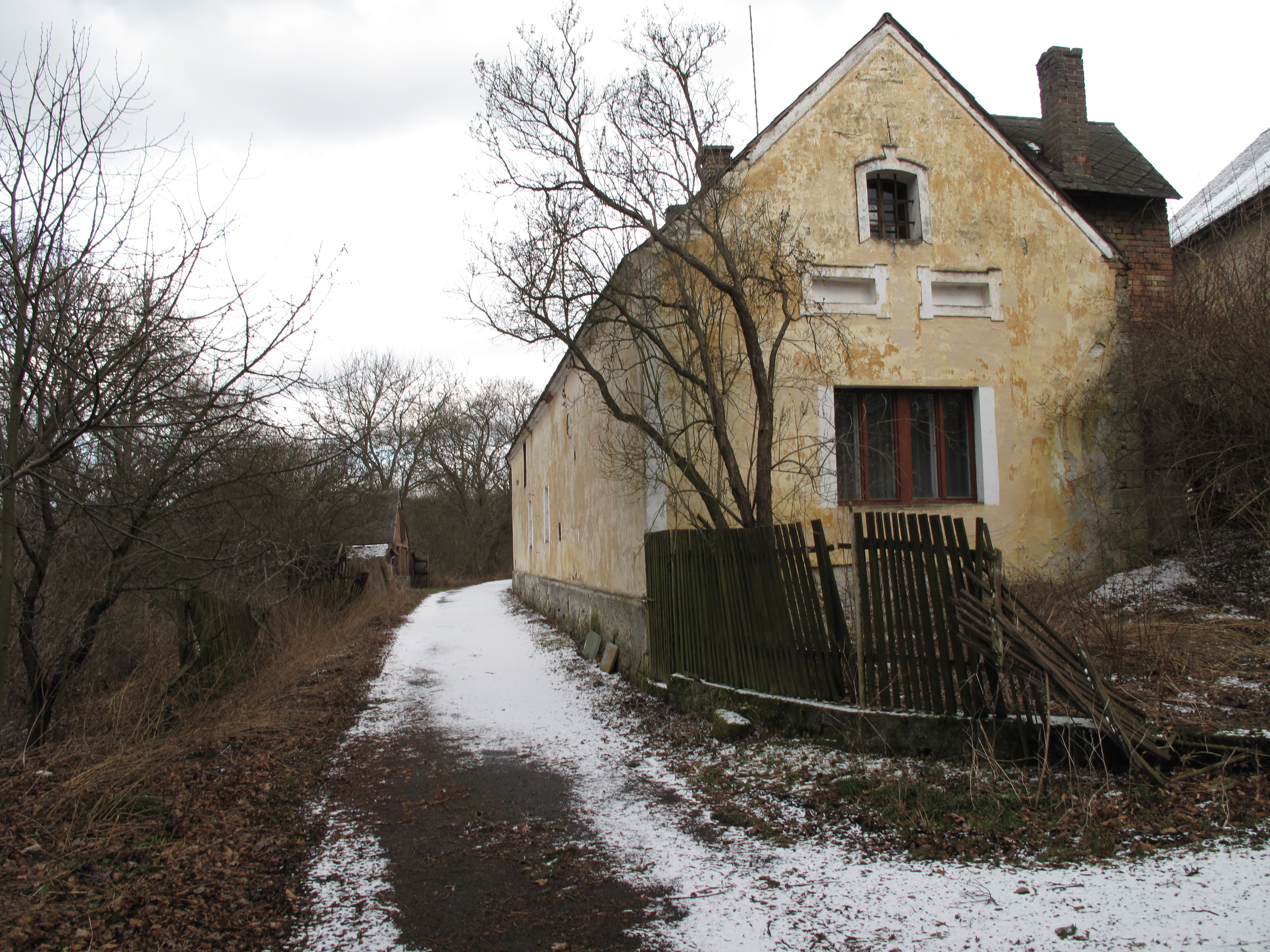
Chalupa
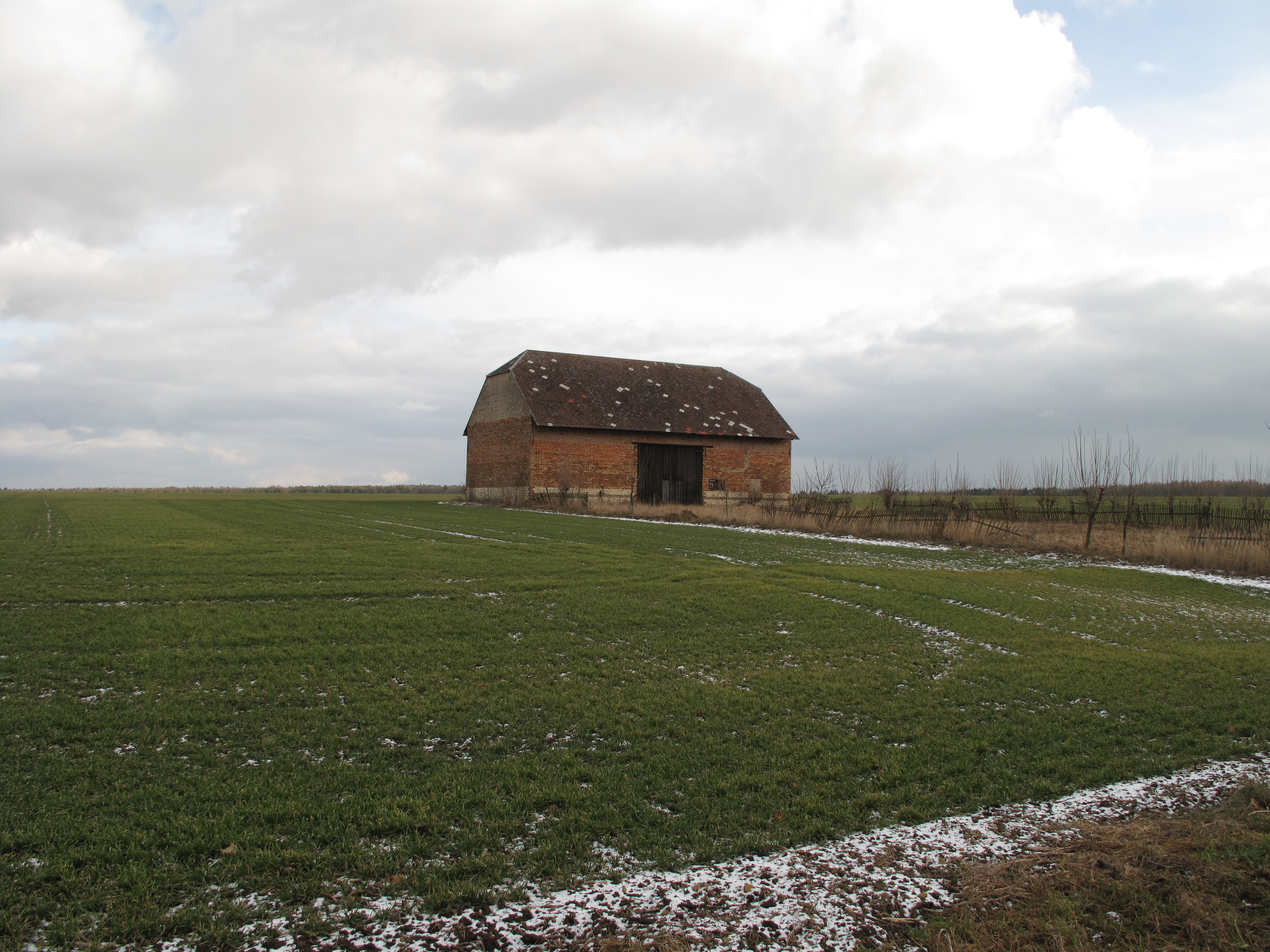
Stodola